# 안병훈 (골프 선수)
안병훈(安秉勳, 1991년 9월 17일~)은 대한민국 골프 선수이다.
1988년 하계 올림픽 탁구 메달리스트 안재형-자오즈민의 아들인 안병훈은 2009년 US아마추어 챔피언십에서 역대 최연소 나이(17세)로 우승하며 주목을 받았다. 2년 뒤 프로로 전향한 안병훈은 유럽 2부 투어인 챌린지 투어에서 뛰며 실력을 길러오다 정규 투어에 진입했고 2011년 프로 데뷔 후 정규투어 첫 우승을 2015년 유럽투어의 메이저대회에서 달성하는 쾌거를 이뤘다. 유러피언 투어 BMW 챔피언십에서 합계 21언더파 267타로 우승 상금은 94만 달러(약 10억2천만원)이며 현재는 PGA와 유러피언 투어를 오가며 활동하고 있다.